# Elisabeth Hasebroek
Elisabeth Johanna (Betsy) Hasebroek (Leiden, 4 april 1811 – Amersfoort, 12 september 1887) was een Nederlands romanschrijver en vertaler. Ze is een van de weinige bekende Nederlandstalige vrouwelijke auteurs uit het begin van de negentiende eeuw.

## Kring van Heiloo
Elisabeth Hasebroek was het oudste van negen kinderen van apotheker Johannes Hasebroek (1778 - 1857) apotheker en Maria Theresia Kleyn (1788? - 1865). Als ongehuwde vrouw woonde Hasebroek in bij haar broer, de dominee en schrijver Johannes Hasebroek. Op de pastorie in Heiloo, waar broer en zus woonden, kwam tussen 1836 en 1843 geregeld een groep schrijvers en critici samen, in navolging van de Muiderkring bekend onder de naam 'De kring van Heiloo'. Tot deze kring van Heiloo behoorden onder anderen, naast haar broer Johannes Hasebroek, ook Willem de Clercq, Nicolaas Beets en Cornelis van Foreest. Ook Geertruida Bosboom-Toussaint, uit het nabijgelegen Alkmaar, kwam geregeld bij broer en zus Hasebroek over de vloer. Tussen Hasebroek en Bosboom-Toussaint ontstond een hechte vriendschap.

## Werk
Tijdens deze periode op de pastorie in Heiloo schreef Hasebroek tussen 1838 en 1841 verschillende romans; haar eerste roman Te laat is ook haar bekendste boek geworden. Oorspronkelijk stond de naam van Hasebroek (mede op aandringen van haar broer) niet op de kaft van het boek; in deze tijd was het immers zeer ongewoon en ongewenst voor vrouwen om boeken en andere teksten te schrijven. Johannes Hasebroek vreesde dat het hun goede naam kwaad zou doen wanneer bekend zou worden dat Elisabeth een boek had gepubliceerd. Te laat is een uitwerking van het verhaal Marie, eene herinnering dat Hasebroek eerder in 1837 had geschreven. Deze vertelling werd onder het pseudoniem Elize gepubliceerd in de Almanak voor het schoone en goede. Te laat werd goed ontvangen. Hasebroek's tweede roman, Elize, werd dan ook gepubliceerd met de aansporende vermelding 'door de schrijfster van Te laat. Na de publicatie van haar vier romans legde Hasebroek zich - onder invloed van de Réveilbeweging waartoe ook Willem de Clercq behoorde - vooral toe op het schrijven van stichtelijke en historische verhalen die in verschillende tijdschriften almanakken werden gepubliceerd. Later werden deze verhalen in twee bundels, Schetsen en verhalen (1852) en Margaretha Blaarer (1855) verzameld en gepubliceerd.
Hasebroek is later vooral bekend geworden als vernieuwer van de zogenaamde roman intime; eerder werd dit literair genre (in briefvorm) beoefend door de vriendinnen Betje Wolff en Aagje Deken. Hasebroek liet de briefvorm achterwege en vertelde haar verhalen met uitgebreide psychologische beschrijvingen. Een belangrijk thema in het werk van Hasebroek is de gelijkheid tussen man en vrouw en de wijze waarop deze gelijkheid bewerkstelligd kan worden. Naast het schrijven van vier romans vertaalde Hasebroek ook diverse boeken en teksten uit het Engels.